# Lääne-Saare
Lääne-Saare es un municipio estonio perteneciente al condado de Saare.
A 1 de enero de 2016 tiene 7086 habitantes en una superficie de 809 km².
El municipio fue creado el 12 de diciembre de 2014 mediante la fusión de Kaarma, Kärla y Lümanda.
Comprende cuatro localidades principales: Aste, Kudjape, Kärla y Nasva. Además, existen en el municipio 111 pequeños lugares: Abruka, Anepesa, Anijala, ), Arandi, Aste, Asuküla, Atla, Aula-Vintri, Austla, Eeriksaare, Eikla, Endla, Haamse, Hakjala, Himmiste, Hirmuste, Hübja, Irase, Jootme, Jõe, Jõempa, Jõgela, Kaarma, Kaarma-Kirikuküla, Kaarmise, Kaisvere, Kandla, Karala, Karida, Kasti, Kaubi, Kellamäe, Keskranna, Keskvere, Kipi, Kiratsi, Kogula, Koidu, Koidula, Koimla, Koki, Koovi, Kotlandi, Kuke, Kungla, Kuuse, Kuusnõmme, Kõrkküla, Käesla, Käku, Kärdu, Kärla-Kirikuküla, Kärla-Kulli, Laadjala, Laheküla, Laoküla, Leedri, Lilbi, Lümanda, Lümanda-Kulli, Maleva, Meedla, Metsaküla, Metsapere, Mullutu, Muratsi, Mõisaküla, Mõnnuste, Mändjala, Mätasselja, Nõmme, Nõmpa, Paevere, Paiküla, Paimala, Parila, Piila, Praakli, Põlluküla, Pähkla, Pärni, Randvere, Riksu, Saia, Sauvere, Sepa, Sikassaare, Sõmera, Tahula, Tamsalu, Taritu, Tõlli, Tõrise, Tõru, Uduvere, Ulje, Unimäe, Upa, Vahva, Vaivere, Vana-Lahetaguse, Vantri, Varpe, Vatsküla, Vendise, Vennati, Vestla, Viidu, Viira y Õha.
Se ubica al sur de la isla de Saaremaa.